# Albizia arunachalensis
Albizia arunachalensis är en ärtväxtart som beskrevs av K.C.Sahni och H.B. Naithani. Albizia arunachalensis ingår i släktet Albizia och familjen ärtväxter. Inga underarter finns listade i Catalogue of Life.